# 叶莲娜·巴图琳娜

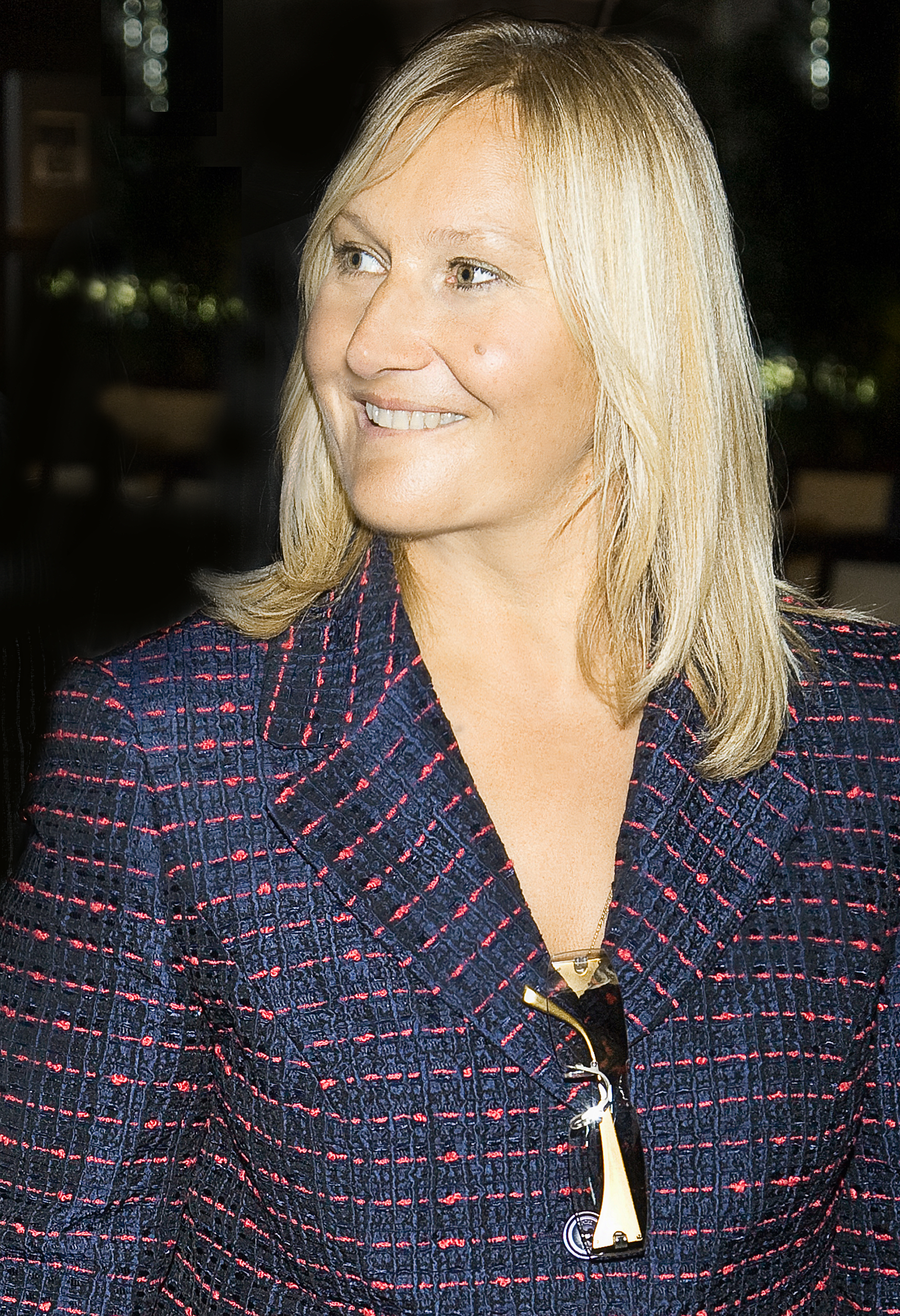

叶莲娜·尼古拉耶芙娜·巴图琳娜（俄语：Еле́на Никола́евна Бату́рина，1963年5月8日—）是一位俄罗斯女商人，俄罗斯女首富。其丈夫尤里·卢日科夫曾任莫斯科市长。1991年巴图琳娜创立了因捷科公司，很快发展成为一家大型房地产公司。在《福布斯》2007年公布的俄罗斯亿万富翁中，叶莲娜·巴图琳娜以42亿美元的身价入选，成为俄罗斯首位登上福布斯排行榜的女性。。